# کی‌دوالاپ
کی‌دوالاپ یک نرم‌افزار آزاد محیط یکپارچه توسعه نرم‌افزار (IDE) برای کی‌دی‌ئی پلتفرم روی سیستم عاملهای شبه یونیکس است. کی‌دوالاپ محتوی هیچ کامپایلری نیست. در عوض، از کامپایلر خارجی مانند جی‌سی‌سی برای تولید کد اجرایی استفاده می‌کند.
نسخه کنونی، ۴٫۳٫۰، به صورت رسمی در ۲۰ مارس ۲۰۱۲ منتشر شد. روی فناوری کی‌دی‌ئی ۴ می‌سازد و از سی، سی‌پلاس‌پلاس، پایتون و توسعه پی‌اچ‌پی پشتیبانی می‌کند.